# Olaria
Olaria är en kommun i Brasilien.   Den ligger i delstaten Minas Gerais, i den sydöstra delen av landet, 800 km sydost om huvudstaden Brasília. Antalet invånare är 1 981.
Omgivningarna runt Olaria är huvudsakligen savann. Runt Olaria är det glesbefolkat, med 12 invånare per kvadratkilometer.